# Melanie Mitchell
Melanie Mitchell is een Amerikaanse wetenschapper. Zij bekleedt de Davis Professor-leerstoel in Complexiteit aan het Santa Fe Instituut. Ze heeft haar sporen verdiend op het gebied van analoog redeneren, complexe systemen, genetische algoritmen en cellulaire automaten, en haar publicaties op die gebieden worden vaak geciteerd.
In 1990 behaalde ze haar doctoraat aan de Universiteit van Michigan onder supervisie van Douglas Hofstadter en John Holland, waarvoor ze de Copycat cognitieve architectuur ontwikkelde. Copycat is ook de basis voor het boek "Analogy-Making as Perception" dat Mitchell schreef. Daarnaast heeft ze kritiek geuit op A New Kind of Science van Stephen Wolfram en heeft aangetoond dat genetische algoritmen betere oplossingen kunnen vinden voor de dichtheidsclassificatietaak van eendimensionale cellulaire automaten. Zij is de auteur van An Introduction to Genetic Algorithms, een algemeen bekend inleidend boek dat in 1996 door MIT Press werd gepubliceerd. Ze is ook auteur van Complexity: A Guided Tour (Oxford University Press, 2009), dat in 2010 de Phi Beta Kappa Science Book Award won, en Artificial Intelligence: A Guide for Thinking Humans (Farrar, Straus en Giroux).

## Opleiding
Melanie Mitchell is geboren en getogen in Los Angeles, Californië. Zij studeerde natuurkunde, astronomie en wiskunde aan de de Brown University in Providence, Rhode Island. Haar interesse in kunstmatige intelligentie werd aangewakkerd op de universiteit toen ze Douglas Hofstadter's Gödel, Escher, Bach las.
Na haar afstuderen werkte ze als wiskundeleraar op een middelbare school in New York. Mitchell besloot dat ze in kunstmatige intelligentie "moest" zijn en spoorde Douglas Hofstadter op en vroeg herhaaldelijk om één van zijn studenten te worden. Nadat zij het telefoonnummer van Hofstadter aan het MIT had gevonden, pleegde een vastberaden Mitchell verschillende telefoontjes, die allemaal onbeantwoord bleven. Ze slaagde er uiteindelijk in om Hofstadter te bereiken nadat ze hem om 23.00 uur had gebeld. Als stageplaats ontwikkelde zij Copycat, een computerprogramma met de capaciteiten om analogieën te genereren.
In de herfst van 1984 volgde Mitchell Hofstadter naar de Universiteit van Michigan, waar ze op het laatste moment een aanvraag indiende voor het doctoraatsprogramma van de universiteit. Zij promoveerde in 1990 met het proefschrift Copycat: A Computer Model of High-Level Perception and Conceptual Slippage in Analogy-Making.

## Loopbaan
Sinds een conferentie over emergente computatie in 1989 is Mitchell verbonden aan het Santa Fe Instituut. Zij is aangesteld als hoogleraar informatica aan de Portland State University. In 2018 organiseerde Mitchell met Barbara Grosz en Dawn Song de workshop “Artificial Intelligence and the Barrier of Meaning” aan het Santa Fe Instituut.
Mitchell ontwikkelde het "Complexity Explorer" platform aan het Santa Fe Instituut; meer dan 25.000 studenten volgden haar cursus "Introduction to Complexity". 
Zij is regelmatig gast deskundige in de Learning Salon, een online interdisciplinaire bijeenkomst over biologische en kunstmatige intelligentie. 

## Erkenning
In 2020 ontving Mitchell de Herbert Simon-prijs voor haar talrijke bijdragen aan de wetenschap van complexe systemen en kunstmatige intelligentie.

## Standpunten
Hoewel zij AI-onderzoek sterk ondersteunt, heeft Mitchell haar bezorgdheid geuit over de kwetsbaarheid van AI voor hacking en het vermogen om sociale vooroordelen te erven. Over kunstmatige algemene intelligentie zei Mitchell in 2019 dat "gezond verstand" en "menselijke vermogens voor het maken van abstracties en analogieën" de laatste stap zouden kunnen zijn die nodig is om superintelligente machines te bouwen, maar dat de huidige technologie dit huidige probleem niet zou kunnen oplossen. Mitchell gelooft dat menselijke visuele intelligentie "algemene kennis, abstractie en taal" zou vereisen, en veronderstelt dat visueel begrip misschien moet worden geleerd als een belichaamd middel in plaats van alleen naar afbeeldingen te kijken.

## Geselecteerde publicaties

### Boeken
- Mitchell, Melanie (1993). Analogy-Making as Perception. ISBN 0-262-13289-3.
- Mitchell, Melanie (1998). An Introduction to Genetic Algorithms. MIT Press, Cambridge, Massachusetts, US. ISBN 0-262-63185-7.
- Mitchell, Melanie (2009). Complexity: A Guided Tour. Oxford University Press, Oxford, UK. ISBN 978-0-19-512441-5.
- (en) Mitchell, Melanie (15 oktober 2019). Artificial Intelligence: A Guide for Thinking Humans, First. Farrar, Straus and Giroux. ISBN 978-0374257835.

### Artikelen
- Mitchell, M., Holland, J. H., and Forrest, S. (1994). When will a genetic algorithm outperform hill climbing?. Advances in Neural Information Processing Systems 6: 51–58.
- Melanie Mitchell, Peter T. Hraber, and James P. Crutchfield (1993). Revisiting the edge of chaos: Evolving cellular automata to perform computations. Complex Systems 7: 89–130.  Gearchiveerd van origineel op 8 juni 2010. Geraadpleegd op 18 april 2023.
- Cowan, George (1999). Complexity : metaphors, models, and reality. Perseus Books, Cambridge, Massachusetts, US, p. 731. ISBN 978-0738202327.
- Melanie Mitchell (2020). On Crashing the Barrier of Meaning in AI. AI Magazine 41(20: 86–92. DOI: https://doi.org/10.1609/aimag.v41i2.5259.